# Queratina 8
La queratina 8, también conocida como citoqueratina 8 y CK8, es una proteína de tipo queratina. Suele ir acompañada de la queratina 18.

## Utilidad como agente de tinción inmunohistoquímica
Los anticuerpos contra CK8 (por ejemplo, CAM 5.2) pueden ser utilizados para diferenciar el carcinoma lobular de pecho del carcinoma ductal de pecho.

## Interacciones
La queratina 8 ha demostrado ser capaz de interaccionar con:
- MAPK14[2]
- Pinina[3]
- PPL[4]